# 세계 3대 혁명
3대 혁명(3rd Revolution)은 영국,미국,프랑스의 시민 혁명을 일컫는다.
- 영국 혁명(英國革命)은 제임스2세를 퇴위 시키고 윌리엄3세가 즉위한 사건이다.
- 프랑스 혁명(佛蘭西革命)은 프랑스에서 일어난 시민 혁명이다. 통틀어서 프랑스 대혁명이라고 부른다.
- 미국 혁명(美國革命)은 미국에서 일어난 시민 혁명이다. 식민지인 영국에 맞서 18세기 중엽에 13개 식민지가 초대 대통령이 된 조지 워싱턴을 중심으로 프랑스의 원조를 받아 그레이트브리튼 왕국으로부터 독립하여 미국을 수립한 것을 말한다. 프랑스 혁명과 함께 양대 민주주의 혁명으로 유명하다.